# 614 Pia
614 Pia је астероид главног астероидног појаса. Приближан пречник астероида је 25,81 ,
а средња удаљеност астероида од Сунца износи 2,694 астрономских јединица (АЈ).
Инклинација (нагиб) орбите у односу на раван еклиптике је 7,028 степени, а орбитални период износи 1615,519 дана (4,423 године). Ексцентрицитет орбите астероида износи 0,110.
Апсолутна магнитуда астероида износи 11,00 а геометријски албедо 0,105.
Астероид је откривен 11. октобра 1906. године.